# Мевен Томак
Мевен Томак (фр. Mewen Tomac, 11 вересня 2001) — французький плавець.
Учасник Олімпійських Ігор 2020 року.
Призер Чемпіонату світу з плавання серед юніорів 2019 року.